# Hieracium carpetanum
Hieracium carpetanum é uma espécie de planta com flor pertencente à família Asteraceae. 
A autoridade científica da espécie é Willk., tendo sido publicada em Willk. & Lange, Prod. Fl. Hisp. ii. 266..

## Portugal
Trata-se de uma espécie presente no território português, nomeadamente em Portugal Continental.
Em termos de naturalidade é endémica da Península Ibérica.

## Protecção
Não se encontra protegida por legislação portuguesa ou da Comunidade Europeia.